# Trennfurt
Trennfurt ist ein Stadtteil der Stadt Klingenberg am Main im unterfränkischen Landkreis Miltenberg in Bayern.

## Geographie
Trennfurt liegt am linken Ufer des Mains auf etwa 128 m ü. NHN an der Bundesstraße 469 zwischen Laudenbach und Wörth am Main am Rande des Odenwaldes.

### Nachbargemarkungen
Folgende Gemarkungen grenzen an das Ortsgebiet von Trennfurt:
| Wörth am Main |                                             | Klingenberg am Main |
| Haingrund     | Kompassrose, die auf Nachbargemeinden zeigt | Röllfeld            |
| Vielbrunn     | Laudenbach                                  |                     |

## Geschichte
Mitte des 2. Jahrhunderts nach Christus errichteten die Römer das Kastell Trennfurt als Teil des Mainlimes. 1751 wurde in Trennfurt ein römischer Opferaltar gefunden, der heute im Eingangsbereich der Trennfurter Kirche „Sankt Maria Magdalena“ eingemauert ist. Der Weihestein wurde laut Inschrift im Jahre 212 (nach christlicher Zeitrechnung) von einem Holzfällerkommando der in Mainz stationierten 22. Legion den Göttern Jupiter, Silvanus und der Göttin Diana gestiftet.

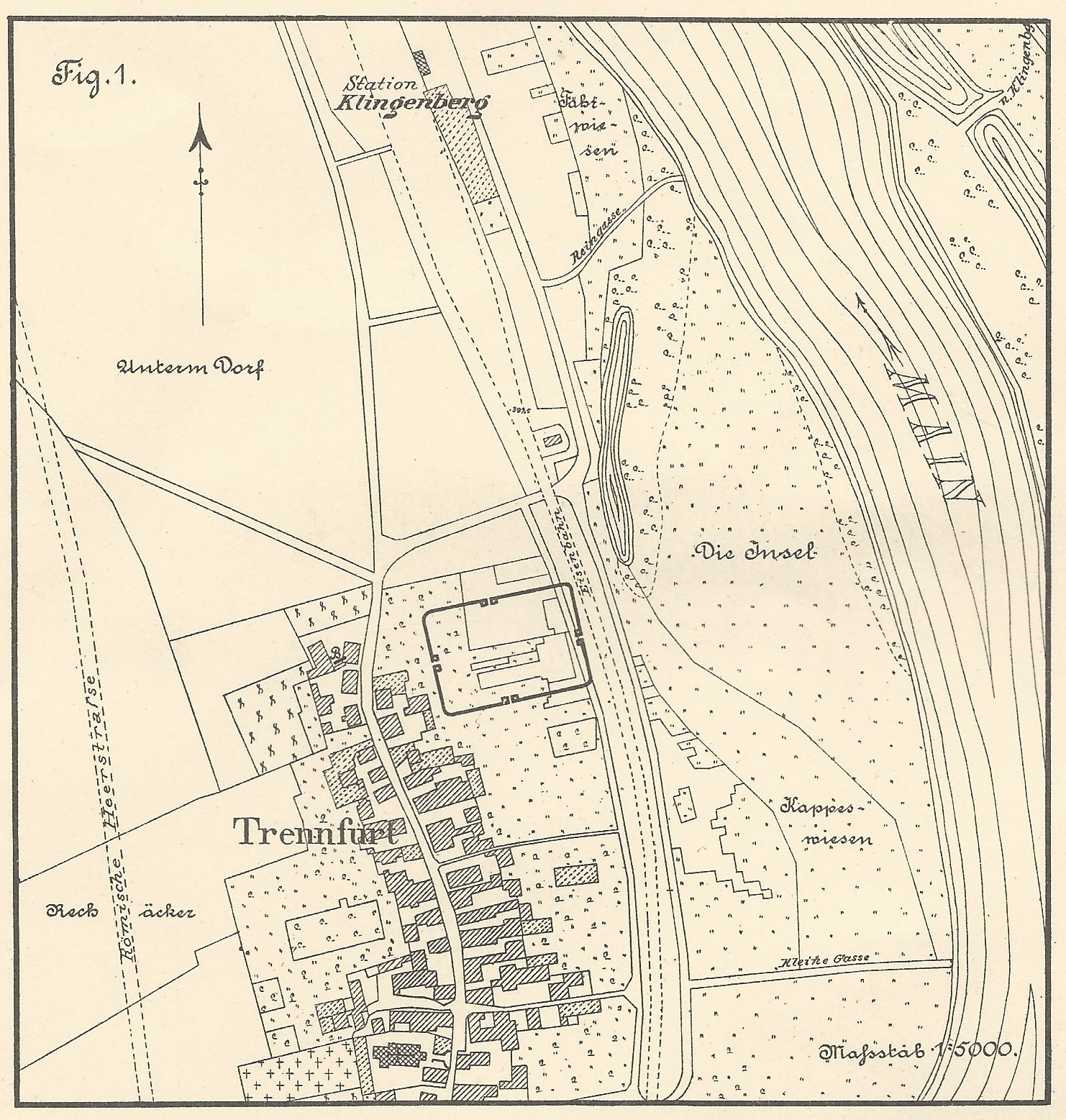
Lage des Kastells Trennfurt
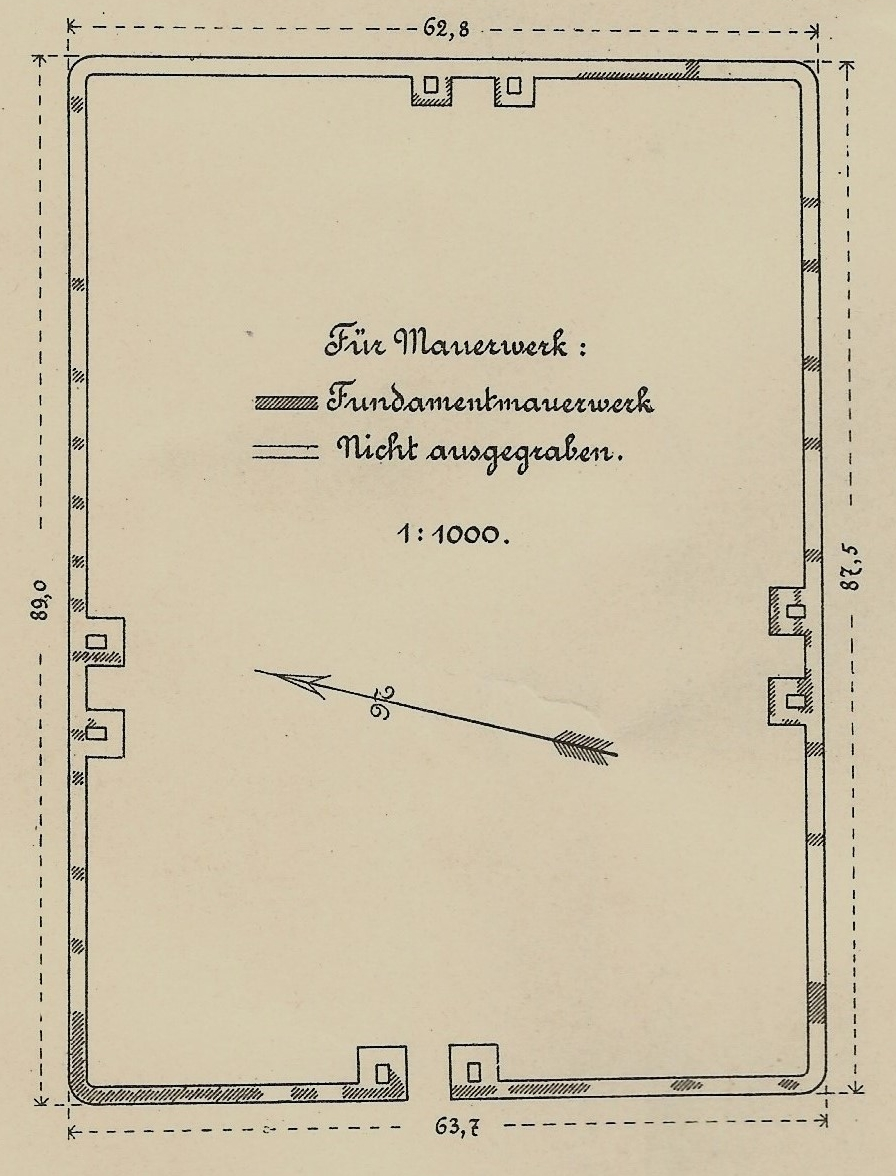
Grundriss des Kastells Trennfurt
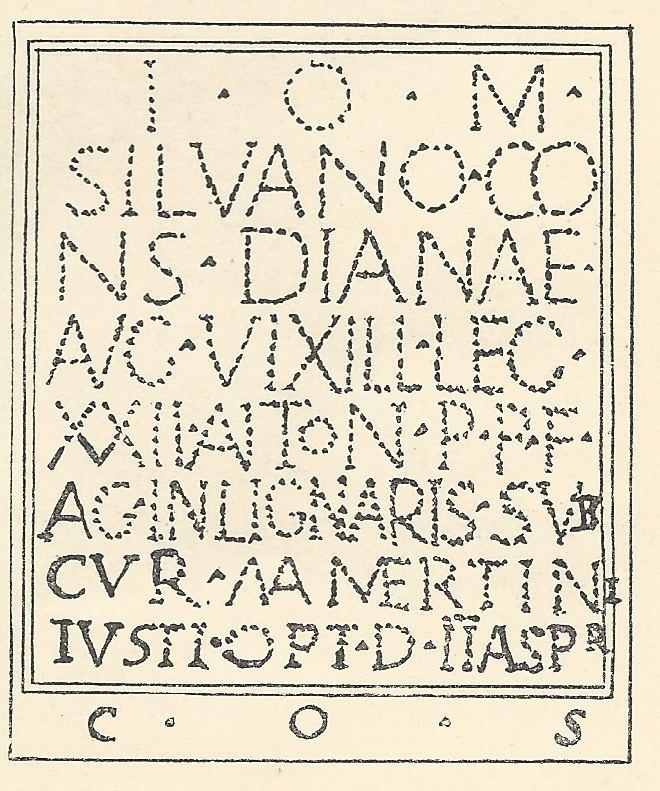
Inschrift des römischen Opfersteins in Trennfurt

Das Dorf Trennfurt entwickelte sich südwestlich des Kastells, offenbar an einem flachen Mainübergang, worauf der Namensbestandteil „-furt“ hindeutet. Ende des 10. Jahrhunderts wurde in einem Zinsregister der Benediktinerabtei Seligenstadt der Ort Tribunfurt genannt. Im Jahre 1255 wurde das Dorf als Triebenfurt urkundlich bezeugt. Trennfurt gehörte damals zur Herrschaft Klingenberg. Nach dem Aussterben der Schenken von Clingenburg fiel Trennfurt um 1260 an die Herren von Bickenbach. Im Jahr 1486 gelangte das Dorf mit Aussterben der Bickenbacher zum Mainzer Kurstaat. Im Juli 1806 kam Trennfurt zunächst an das Großherzogtum Baden, aber nur wenige Monate später im Oktober des Jahres durch einen Tauschvertrag an das Großherzogtum Hessen. Erst im Jahr 1816 wurde Trennfurt schließlich bayerisch. Im Zuge der Verwaltungsreformen in Bayern entstand mit dem Gemeindeedikt von 1818 die Gemeinde Trennfurt.
Im Jahr 1862 wurde das Bezirksamt Obernburg gebildet, auf dessen Verwaltungsgebiet Trennfurt lag. Wie überall im Deutschen Reich wurde 1939 die Bezeichnung Landkreis eingeführt. Trennfurt war nun eine der 35 Gemeinden im Landkreis Obernburg am Main (Kfz-Kennzeichen OBB). Mit Auflösung des Landkreises Obernburg kam Trennfurt 1972 in den neu gebildeten Landkreis Miltenberg (Kfz-Kennzeichen MIL). Das Obernburger Kürzel ist aufgrund der Kennzeichenliberalisierung seit dem 15. Januar 2018 wieder im Landkreis Miltenberg erhältlich.
Am 1. Januar 1976 wurde die selbstständige Gemeinde Trennfurt im Zuge der Gebietsreform in Bayern nach Klingenberg am Main eingemeindet.

## Kirche
Im Mittelpunkt des alten Ortskerns liegt die katholische Pfarrkirche Sankt Maria Magdalena. Sie gehört zu den Baudenkmälern des Ortes und ist unter der Nummer D-6-76-134-78 in der Bayerischen Denkmalliste eingetragen. Die Kirche wurde zwischen 1751 und 1755 im Stil des Barock errichtet. Baumeister war Johann Martin Schmidt. Sie ersetzte einen mittelalterlichen Vorgängerbau, der 1343 erstmals erwähnt wurde. Es handelte sich um eine Wehrkirche mit einem wehrhaft ummauerten Kirchhof. Reste dieser Wehrmauer sind noch sichtbar und stehen ebenfalls unter Denkmalschutz. Im Jahre 1951 wurde die Kirche erweitert. 1975 wurde das Kirchenschiff durch einen Blitzschlag in Brand gesetzt und samt der barocken Inneneinrichtung zerstört. Von den Kunstwerken im Inneren blieben lediglich die Mosaikbilder des Kreuzwegs erhalten, die der Bildhauer Hans König 1952 bis 1954 geschaffen hatte. Lediglich der Turm konnte vor den Flammen gerettet werden und blieb in seiner barocken Gestalt erhalten. Das Kirchenschiff wurde mit moderner Innenausstattung wieder aufgebaut.

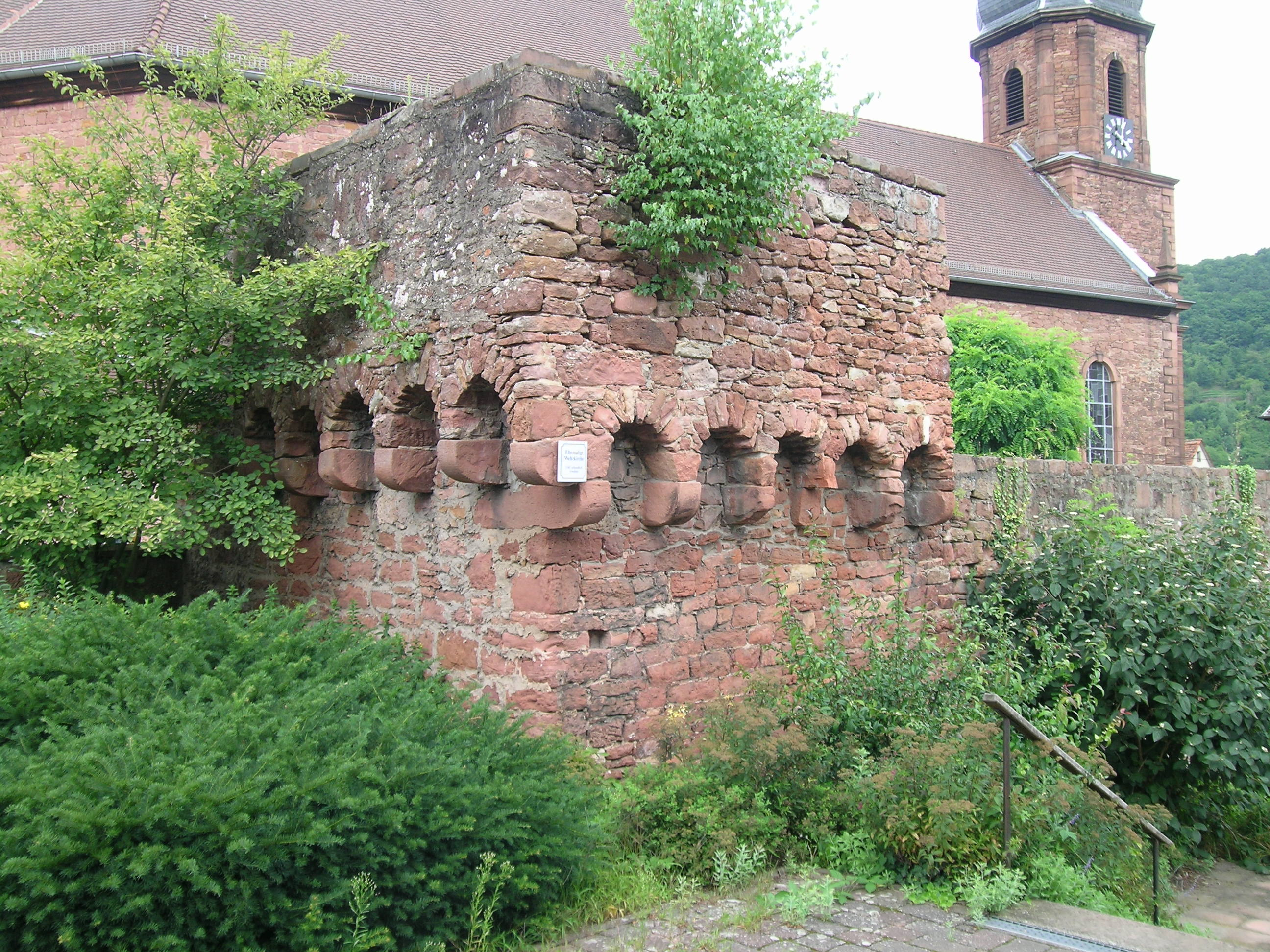
Die mittelalterliche Wehrmauer der Kirche in Trennfurt
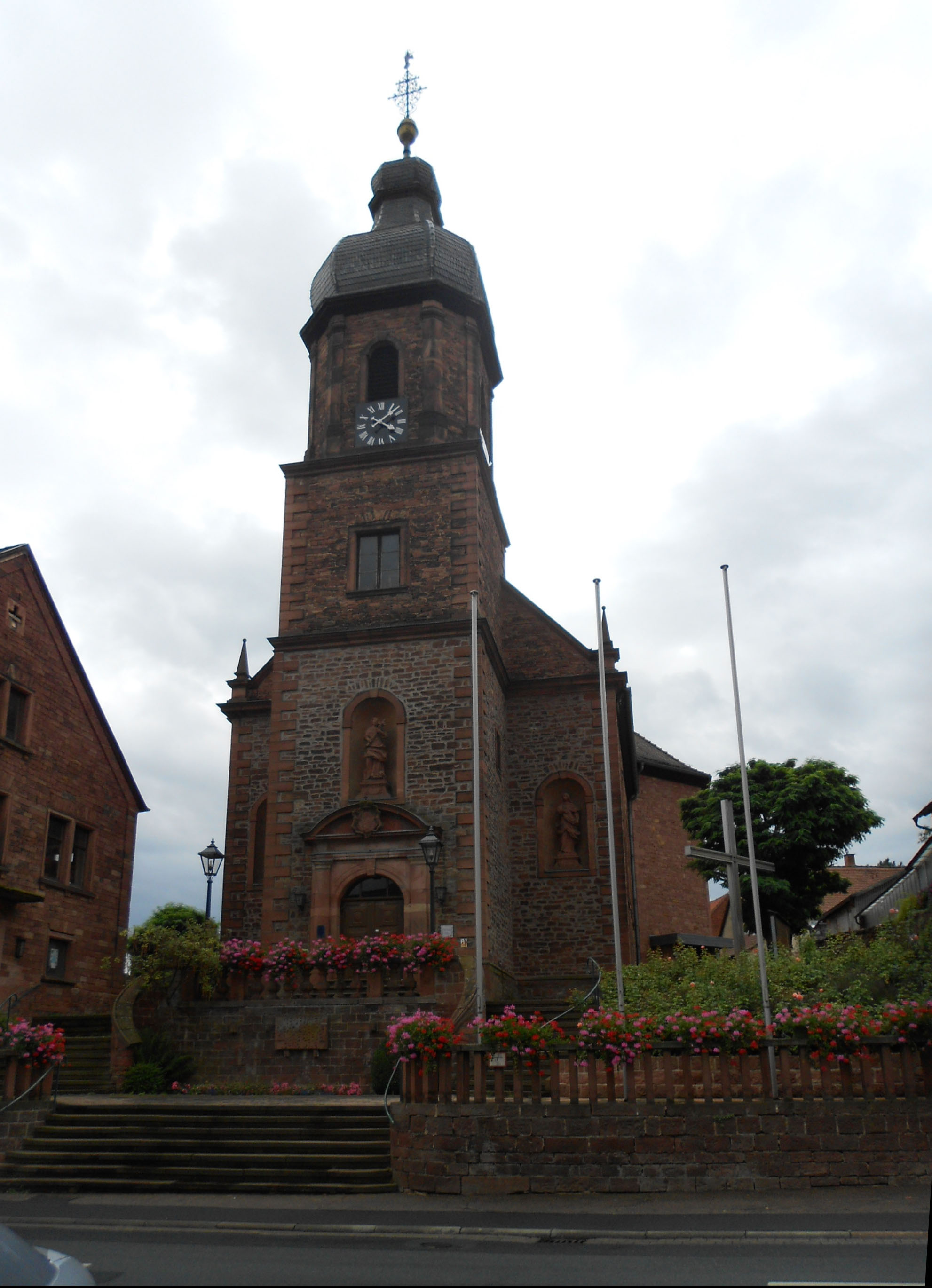
Der barocke Eingangsbereich der Kirche in Trennfurt
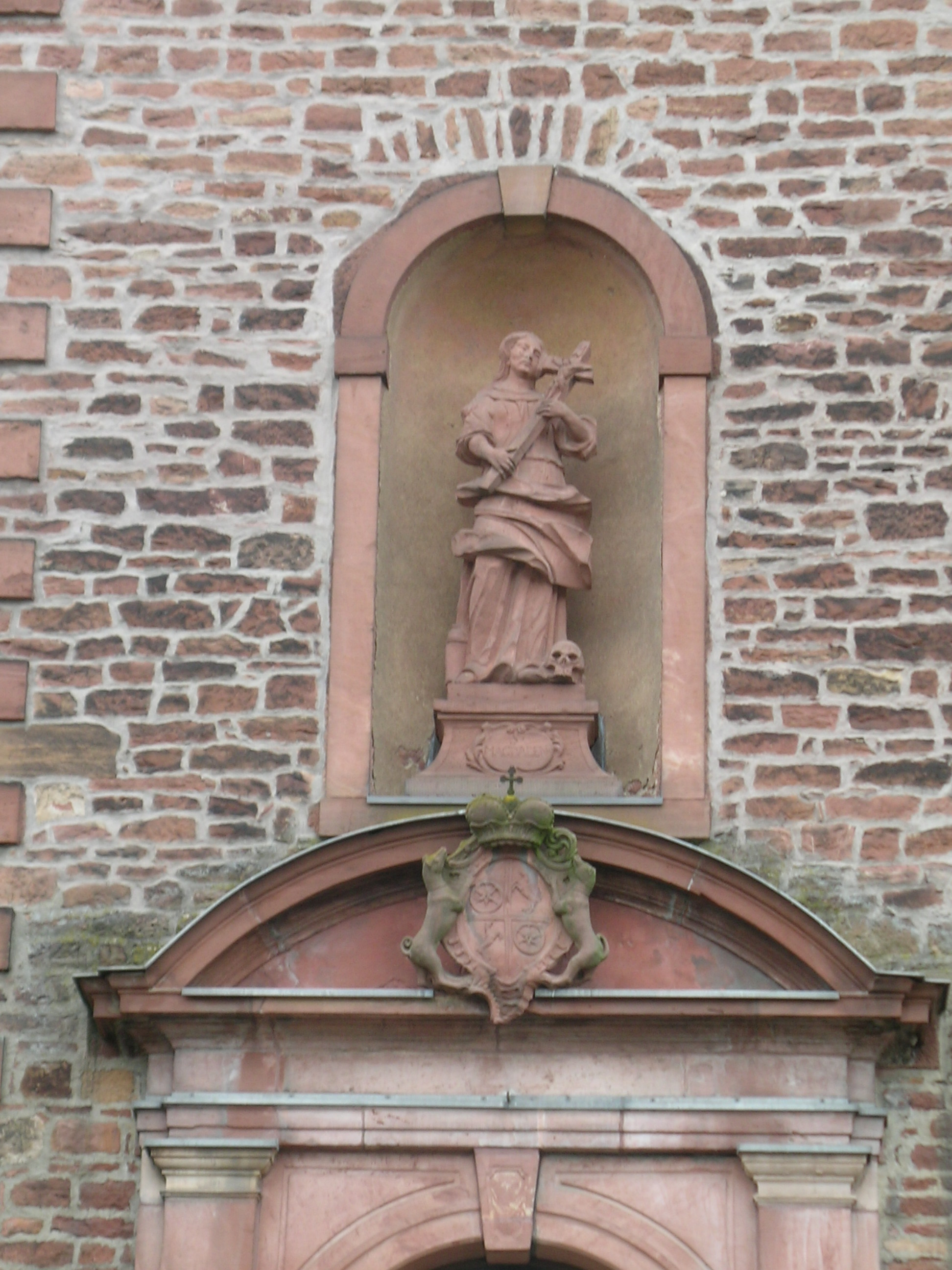
Skulptur am Eingang der Kirche in Trennfurt

## Wappen
Von Trennfurt war früher nur ein Siegel der heiligen Maria Magdalena bekannt: Das Bildnis der Magdalena, die in der rechten Hand ein Salbgefäß trug. Über den Armen der Heiligen die Buchstaben T und F, dazu drei Sterne. Das Siegel trug die Inschrift Maria Magdalena. Vom Ortssiegel selbst sind nur noch Abdrücke in Urkunden erhalten. Trennfurt erhielt im Jahre 1951 nach langen Verhandlungen ein eigenes Wappen. Es zeigte die Sterne des Hauses Erbach und den Doppelbalken der Herrschaft Breuberg sowie das Mainzer Rad. Man glaubte damals, dass Erbach und Breuberg früher Herrschaftsrechte in Trennfurt hatten. Heute ist das nicht mehr haltbar, da bewiesen ist, dass der oberste Gerichtsherr für Trennfurt zuerst die Herren der Clingenburg, später das Erzstift Mainz waren. Erbach und Breuberg hatten lediglich Grundbesitz und verschiedene Rechte im Ort. Durch den Gemeindezusammenschluss ist das Wappen erloschen.

## Wirtschaft
Trennfurt war, abgesehen von einigen Steinbrüchen, in denen Sandstein abgebaut wurde, bis Ende des 19. Jahrhunderts vor allem von der Landwirtschaft geprägt. Es gab auch Weinbau, der jedoch bis zum Beginn des 20. Jahrhunderts fast völlig an Bedeutung verlor. Erst seit in der zweiten Hälfte des 20. Jahrhunderts im Flurbereich „Einsiedel“ ein gut ein Hektar großer Weinberg angelegt wurde, wird in Trennfurt wieder in nennenswertem Umfang Wein angebaut. Er wird als Klingenberger Wein der Lage Einsiedel vertrieben.

### Albertwerke

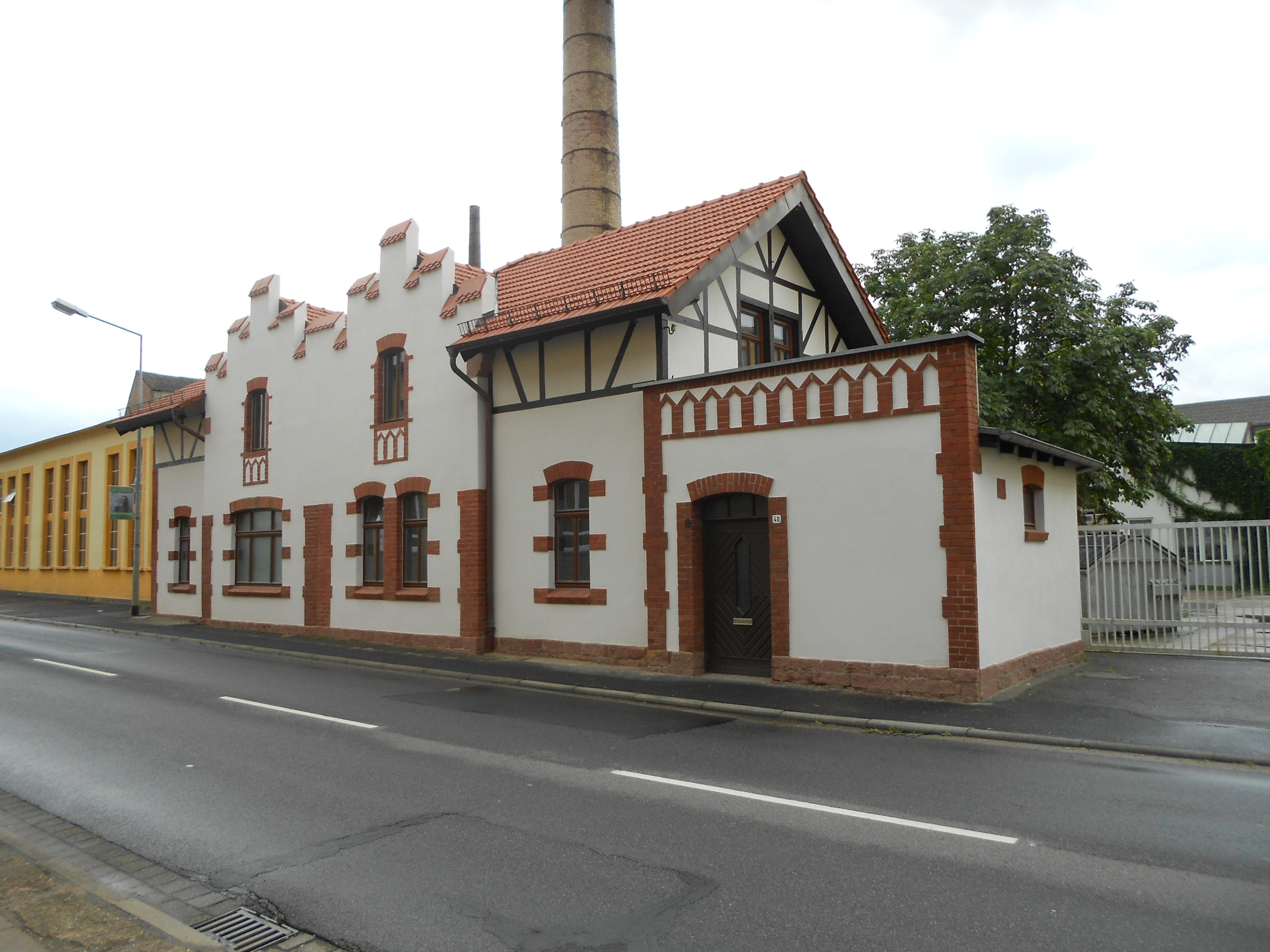
Denkmalgeschütztes Pförtnerhaus der „Albertwerke“ in Trennfurt

1899 wurde von Heinrich Albert die Keramikfliesenfabrik Tonindustrie Klingenberg (später Albertwerke, ab 1982 Klingenberg Dekoramik) gegründet. Die Fabrik wurde aber nicht in Klingenberg, sondern in Trennfurt gebaut, wo das Werksgelände an die Bahnlinie Aschaffenburg-Miltenberg angeschlossen werden konnte. Es entstanden auch ein Mädchenheim für junge Arbeiterinnen und eine Werkssiedlung. Mit rund 400 Arbeitsplätzen waren die Albertwerke für mehrere Jahrzehnte der größte Arbeitgeber in Trennfurt. Nachdem Ernst Albert, der Sohn des Firmengründers, 1911 beim Bergsteigen in Tirol tödlich verunglückt war, übernahm dessen Witwe Katharina die Firmenleitung. 1923 bezog sie Vital Daelen, ihren Sohn aus erster Ehe, in die Geschäftsführung mit ein. In der Weltwirtschaftskrise nach 1929 brach die Firma zusammen. 1933 kauften ihre Kinder Elisabeth Albert (später verheiratete Ackermann, in zweiter Ehe verheiratet mit Wilhelm Furtwängler) und Heinz Albert die Fabrik aus der Konkursmasse und führten sie zusammen mit ihrem Halbbruder Vital Daelen als Albertwerke weiter. Ende der 1950er Jahre übernahmen Vital Daelens Sohn Reiner Daelen und Peter Ackermann, der älteste Sohn von Elisabeth Albert aus ihrer ersten Ehe mit Hans Ackermann, die Geschäftsführung. 1974 wechselte Reiner Daelen zu den Glyco-Metallwerken. An seine Stelle trat Peter Ackermanns Bruder Thomas Ackermann. 1978 trat auch der dritte Bruder Christoph Ackermann in die Leitung des Betriebs ein. In den 1980er Jahren schieden sie nach dem Verkauf der Firma aus der Geschäftsführung aus.
Im Jahr 1900 bot die Fabrik nach werkseigenen Angaben 110 Arbeitsplätze bei einer Jahresproduktion von 72.000 Quadratmetern Fliesen, 1949 waren es 380 Arbeitsplätze, bis 1998 sank ihre Zahl auf 130, während die Produktionskapazität auf 1,5 Millionen Quadratmeter Fliesen pro Jahr stieg. 1981 wurde das Unternehmen an den Pegulan-Konzern verkauft und ging 1986 an den schwedischen Konzern Tarkett. 1995 wurde das Werk vom italienischen Konzern Ricchetti übernommen. 2018 lag der Jahresumsatz von Klingenberg Dekoramik bei 12,5 Millionen Euro. 2019 wurde das in finanziellen Schwierigkeiten steckende Unternehmen mit seinen noch rund 100 Arbeitsplätzen von Ricchetti für einen Euro an die Roy Ceramics Frankfurt verkauft, die neue Investitionen versprach. 2022 wurde jedoch die endgültige Schließung bekannt gegeben.
Die Albertwerke sind als Industriedenkmal Teil der Route der Industriekultur Rhein-Main Bayerischer Untermain.

### WIKA

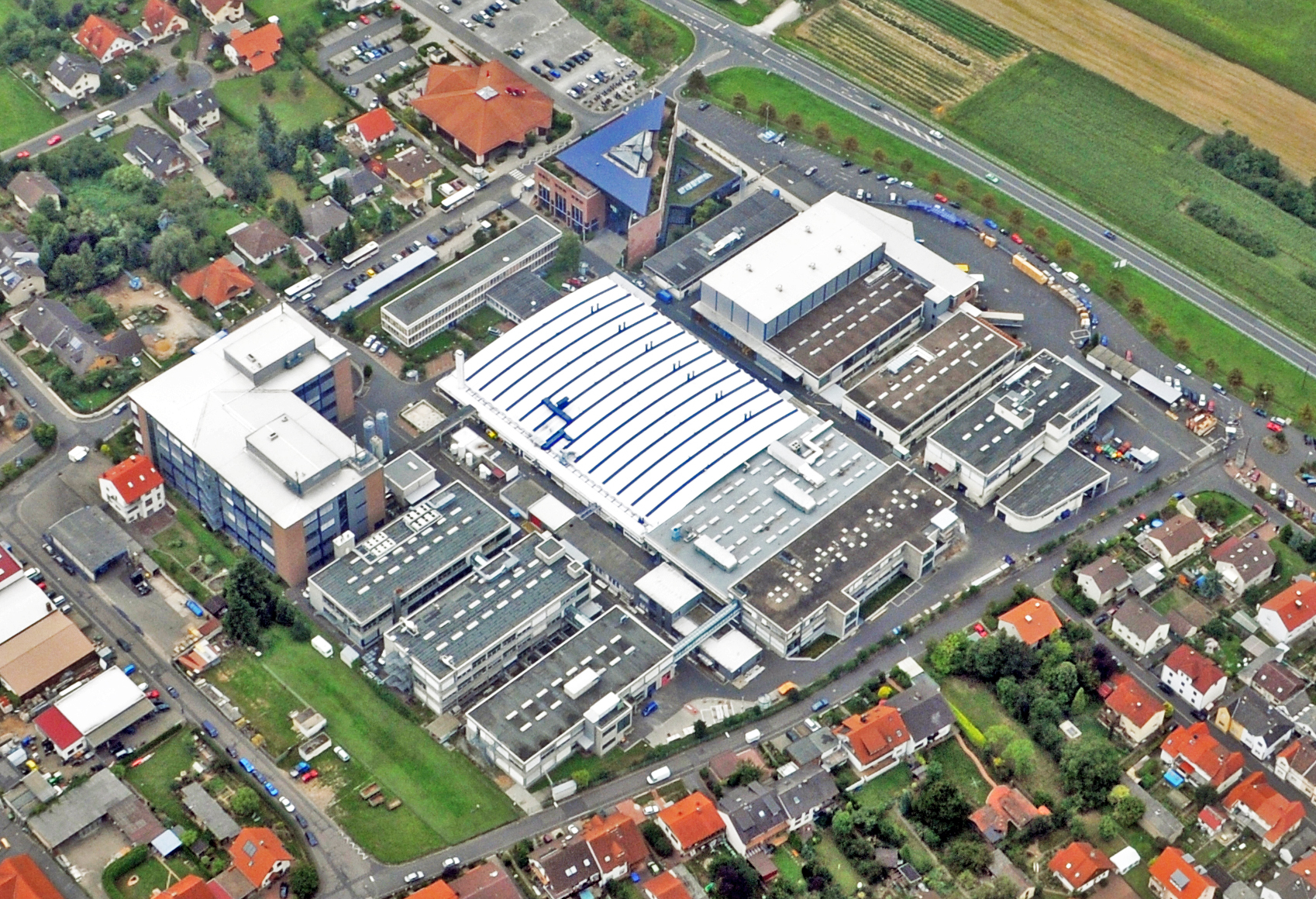
Das WIKA-Werk in Trennfurt

In den 1960er-Jahren baute der 1946 von Alexander Wiegand und Philipp Kachel gegründete Messgerätehersteller WIKA sein Hauptwerk in Trennfurt. Konrad Wiegand, der Sohn des Firmengründers, der das Unternehmen seit 1951 leitete, setzte stark auf Expansion. Nachdem Konrad Wiegand von seinem Oberbuchhalter erschossen worden war, übernahm seine Witwe Ursula Wiegand 1967 die Geschäftsleitung und setzte den Expansionskurs fort. Seit ihrem Tod 1996 steht Alexander Wiegand, der Enkel des gleichnamigen Firmengründers, an der Spitze des Unternehmens.
Im Jahr 2018 arbeiteten im Werk Trennfurt rund 2000 der weltweit 9300 Beschäftigten des Unternehmens, dessen Jahresumsatz 2017 rund 890 Millionen Euro betrug. Das WIKA-Werk ist damit der größte Arbeitgeber in Trennfurt.

## Bevölkerungsentwicklung
Die Bevölkerungszahl von Trennfurt wird im Physikatsbericht von 1861 für das Landgericht Klingenberg mit 805 angegeben. Die Einwohnerzahl blieb bis Ende des 19. Jahrhunderts relativ konstant (1895: 809), stieg bis 1912 auf 1208 und bis 1939 auf 1298. Durch Vertriebene und Flüchtlinge stieg die Einwohnerzahl nach 1945 stark an. 1947 lebten in Trennfurt 405 Flüchtlinge und Vertriebene. Im Jahr 1950 betrug die Einwohnerzahl 1973, bis zum Jahr 1975 stieg sie auf 2376. Am 1. Januar 2017 betrug die Einwohnerzahl Trennfurts 2168.

## Persönlichkeiten
- Edmund Abb (1878–1944), Lehrer
- Hannah Ackermann (1881–1962), Politikerin

## Kurioses

### Ortsneckname
Die Trennfurter werden mit Ortsnecknamen „Türken“ genannt. Der Name soll daher rühren, dass in Trennfurt erstmals in der Region Mais angebaut wurde, früher auch „Türkenkorn“ genannt. Der Neckname findet seinen Niederschlag im Namen des örtlichen Karnevalsvereins Trennfurter Türkenclub und dem Türkenlied, dem örtlichen Karnevalslied, mit dem Refrain „...dann sind wir immer noch die Trennfurter Türken, vallerie, vallera.“

### Sage vom Rebheckenmännchen
Ein Grenzstreit zwischen Trennfurt und Wörth ist der Hintergrund der Sage vom „Rebheckenmännchen“, die Valentin Pfeifer in seine Sammlung Spessart-Sagen aufgenommen hat. Der Streit um den Besitz einiger Rebhecken sollte durch einen Schwur des ältesten Einwohners der beiden Orte beendet werden. An den umstrittenen Rebhecken schwor dieser daraufhin, dass er „auf Wörther Erde“ stehe. Der Mann stammte jedoch aus Wörth und hatte vor seinem Schwur Erde von dort in seine Stiefel gefüllt. Für seinen Meineid muss er nun als „Rebheckenmännchen“ spuken.